# Edward Troughton
Edward Troughton, angleški optik in izdelovalec inštrumentov, * oktober 1753, Corney, grofija Cumberland, Anglija, † 12. junij 1835.
Troughton je najbolj znan po izdelovanju daljnogledov in drugih astronomskih inštrumentov.

## Življenje in delo
Bil je barvno slep. Leta 1779 je začel sodelovati z bratom Johnom. Kmalu je postal eden najboljših izdelovalcev navigacijskih, geodetskih in astronomskih inštrumentov v Britaniji. Leta 1806 je izdelal Groombridgeov meridijanski krog, s katerim je Groombridge sestavil zvezdni katalog Katalog polarnih zvezd (A Catalogue of Circumpolar Stars). Troughton ni le izdeloval inštrumente, ampak jih je konstruiral in izumljal nove.
Leta 1826 je zbolel. Sodelovati je začel z Williamom Simmsom, njuno podjetje pa je postalo znano kot Troughton & Simms. Točni inštrumenti te družbe so pritegnili kupce z vsega sveta.
Vpleten je bil v razvpiti proces proti siru Jamesu Southu, ki ni bil zadovoljen s kakovostjo ekvatorialne namestitve, ki jo je zanj izdelal Troughton. Troughton je sodil za plačilo ter z neuradnim odvetnikom Richardom Sheepshanksom tožbo uveljavil.

## Priznanja

### Nagrade
Za svoje znanstveno delo je leta 1809 prejel Copleyjevo medaljo Kraljeve družbe iz Londona.